# 拉拉·格朗容
拉拉·格朗容（法語：Lara Grangeon，1991年9月21日—）生于努美阿，是一名代表新喀里多尼亚和法国参赛的女子游泳运动员，主攻自由泳、蝶泳和混合泳。她在职业生涯早期主攻泳池项目，在太平洋运动会上代表新喀里多尼亚斩获多枚奖牌，2016年里约奥运后，她开始转攻公开水域游泳。